# 외포초등학교
외포초등학교는 대한민국 경상남도 거제시에 있는 공립 초등학교이다.

## 학교 연혁
- 1935년 3월 1일: 장목초등학교 외포간이학교 개교
- 1943년 4월 1일: 외포국민학교 승격 개교
- 1996년 3월 1일: 외포초등학교로 교명 변경
- 2020년 9월 1일: 제 28대 이미경 교장 부임
- 2022년 1월 4일: 제74회 졸업장 수여식

## 참고 자료
- 외포초등학교 - 한국교육학술정보원 학교알리미